# Slowaakse ijshockeyploeg (mannen)

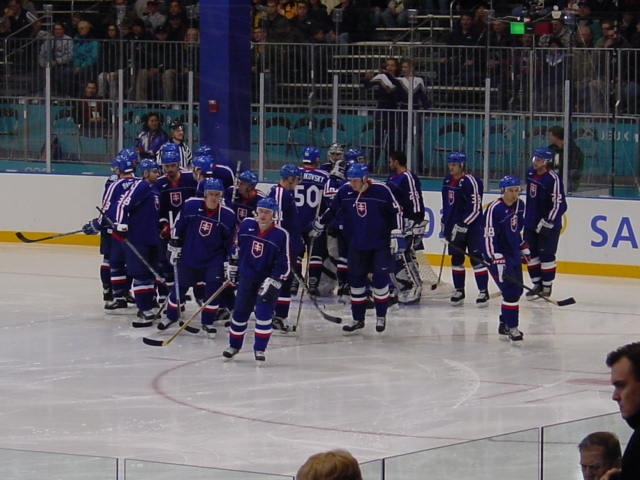
de Slowaakse ijshockeyploeg in 2002

De Slowaakse ijshockeyploeg is een team van ijshockeyspelers dat Slowakije vertegenwoordigt bij internationale wedstrijden.
Ze maken deel uit van de nationale ijshockeybond van Slowakije. Het wordt beschouwd als een van de big seven van het internationale ijshockey, samen met Verenigde Staten, Canada, Finland, Zweden, Tsjechië en Rusland. Ze staan momenteel 8e op de 
wereldranglijst.
Slowakije werd één keer wereldkampioen, in 2002. Bij de Olympische Spelen zijn ze nooit verder gekomen dan een bronzen medaille, in 2022.
1920:  Canada · 
1924:  Canada · 
1928:  Canada · 
1930:  Canada · 
1931:  Canada · 
1932:  Canada · 
1933:  Verenigde Staten · 
1934:  Canada · 
1935:  Canada · 
1936:  Groot-Brittannië · 
1937:  Canada · 
1938:  Canada · 
1939:  Canada · 
1947:  Tsjecho-Slowakije · 
1948:  Canada · 
1949:  Tsjecho-Slowakije · 
1950:  Canada · 
1951:  Canada · 
1952:  Canada · 
1953:  Canada · 
1954:  Sovjet-Unie · 
1955:  Canada · 
1956:  Sovjet-Unie · 
1957:  Zweden · 
1958:  Canada · 
1959:  Canada · 
1960:  Verenigde Staten · 
1961:  Canada · 
1962:  Zweden · 
1963:  Sovjet-Unie · 
1964:  Sovjet-Unie · 
1965:  Sovjet-Unie · 
1966:  Sovjet-Unie · 
1967:  Sovjet-Unie · 
1968:  Sovjet-Unie · 
1969:  Sovjet-Unie · 
1970:  Sovjet-Unie · 
1971:  Sovjet-Unie · 
1972:  Tsjecho-Slowakije · 
1973:  Sovjet-Unie · 
1974:  Sovjet-Unie · 
1975:  Sovjet-Unie · 
1976:  Tsjecho-Slowakije · 
1977:  Tsjecho-Slowakije · 
1978:  Sovjet-Unie · 
1979:  Sovjet-Unie · 
1981:  Sovjet-Unie · 
1982:  Sovjet-Unie · 
1983:  Sovjet-Unie · 
1985:  Tsjecho-Slowakije · 
1986:  Sovjet-Unie · 
1987:  Zweden · 
1989:  Sovjet-Unie · 
1990:  Sovjet-Unie · 
1991:  Zweden · 
1992:  Zweden · 
1993:  Rusland · 
1994:  Canada · 
1995:  Finland · 
1996:  Tsjechië · 
1997:  Canada · 
1998:  Zweden · 
1999:  Tsjechië · 
2000:  Tsjechië · 
2001:  Tsjechië · 
2002:  Slowakije · 
2003:  Canada · 
2004:  Canada · 
2005:  Tsjechië · 
2006:  Zweden · 
2007:  Canada · 
2008:  Rusland · 
2009:  Rusland · 
2010:  Tsjechië · 
2011:  Finland · 
2012:  Rusland · 
2013:  Zweden · 
2014:  Rusland · 
2015:  Canada · 
2016:  Canada · 
2017:  Zweden ·
2018:  Zweden ·
2019:  Finland · 
2021:  Canada · 
2022:  Finland · 
2023:  Canada